# In the Dark (album, Grateful Dead)
In the Dark je dvanácté studiové album americké rockové skupiny Grateful Dead, poprvé vydané 6. července 1987 u Arista Records. Album produkovali Jerry Garcia a John Cutler. V roce 2006 vyšla reedice s několika bonusovými skladmami u Rhino Records.

## Seznam skladeb
| Strana 1 | Strana 1                 | Strana 1       | Strana 1 |
| Pořadí   | Název                    | Autor          | Délka    |
| -------- | ------------------------ | -------------- | -------- |
| 1.       | Touch of Grey            | Garcia, Hunter | 5:47     |
| 2.       | Hell in a Bucket         | Barlow, Weir   | 5:35     |
| 3.       | When Push Comes to Shove | Garcia, Hunter | 4:05     |
| 4.       | West L.A. Fadeaway       | Garcia, Hunter | 6:39     |

| Strana 2       | Strana 2          | Strana 2       | Strana 2 |
| Pořadí         | Název             | Autor          | Délka    |
| -------------- | ----------------- | -------------- | -------- |
| 1.             | Tons of Steel     | Mydland        | 5:15     |
| 2.             | Throwing Stones   | Barlow, Weir   | 7:18     |
| 3.             | Black Muddy River | Garcia, Hunter | 5:58     |
| 4.             | My Brother Esau   | Barlow, Weir   | 4:20     |
| Celková délka: | Celková délka:    | Celková délka: | 40:37    |

## Sestava
- Jerry Garcia – kytara, zpěv
- Bob Weir – kytara, zpěv
- Brent Mydland – klávesy, zpěv
- Phil Lesh – baskytara
- Bill Kreutzmann – bicí
- Mickey Hart – bicí